# Cuchi
Cuchi este un oraș în Angola.